# Krum Janev
Krum Ivanov Janev (in bulgaro Крум Иванов Янев?; Plovdiv, 9 gennaio 1929 – 24 agosto 2012) è stato un calciatore bulgaro, di ruolo attaccante.